# ويليام وايتنغ بوردمان
ويليام وايتنغ بوردمان هو قاضي ومحامي وسياسي أمريكي، ولد في 10 أكتوبر 1794 في نيو ميلفورد في كونيتيكت، وتوفي في 27 أغسطس 1871 في نيو هيفن في الولايات المتحدة. نشط حزبياً في الحزب الديمقراطي. وقد انتخب عضو مجلس ولاية كونيتيكت ‏ وانتخب عضو مجلس النواب الأمريكي عن دائرة Connecticut's 2nd congressional district ‏ (7 ديسمبر 1840 – 3 مارس 1843).